# Derek Shepherd
Derek Christopher Shepherd, M.D., F.A.C.S., também conhecido como "McDreamy", é um cirurgião fictício do drama médico da ABC, Grey's Anatomy, interpretado pelo ator Patrick Dempsey. Ele fez sua primeira aparição no episódio piloto, "A Hard Day's Night", que foi transmitido em 27 de março de 2005.
Derek foi casado com Addison Montgomery (Kate Walsh) e se divorciaram em 2007. Antes de sua morte em 2015, Derek era casado e feliz com sua esposa Meredith Grey (Ellen Pompeo). O casal tem três filhos juntos. Shepherd era Chefe de Neurocirurgia do Seattle Grace e posteriormente se tornou Chefe de Cirurgia do Seattle Grace Mercy West, mas demitiu-se abruptamente como chefe na 7.ª temporada após o tiroteio, voltando para a posição de Chefe de Neurocirurgia. Dempsey foi indicado em 2006 e 2007 ao Globo de Ouro de melhor ator em série dramática, e em 2006 SAG Award por melhor ator em série dramática.

## História
Derek nasceu em 1966 em uma família de classe média baixa em Nova York, o único garoto em uma família de cinco. Seu pai é morto, quando ele ainda é criança, em um tiroteio em sua loja; Derek e sua irmã Amelia presenciaram a morte do pai. Juntamente com suas irmãs, ele completa a faculdade de medicina e depois se especializa em neurocirurgia. Sua irmã Nancy tem especialização em obstetrícia e ginecologia, Kathleen é psiquiatra, Amelia também é neurocirurgiã e Liz é psicóloga.
Derek chega ao Seattle Grace Hospital como o novo chefe de neurocirurgia vindo da cidade de Nova York. Ele é formado pela Bowdoin College e frequentou a Faculdade de Médicos e Cirurgiões da Universidade de Columbia, ao lado de seu melhor amigo de infância, Mark Sloan, da ex-esposa Addison Montgomery, e dos personagens de Private Practice Naomi Bennett e Sam Bennett. Derek era aluno do Dr. Richard Webber e foi seduzido por uma "oferta que ele não podia recusar" – o cargo de Chefe de Cirurgia, que ele acabou recusando. Ele é especialista em tumores e condições altamente complexas do cérebro e da coluna e veio ao Seattle Grace com reputação de assumir "causas perdidas" e casos "impossíveis" que a maioria de seus colegas recusaria. Como atendente, ele é querido e temido - amado pelos pacientes e enfermeiras por sua compaixão e educação, e temido por internos e residentes que se sentem intimidados por sua reputação e altos padrões. Ele é apaixonado por seu trabalho e é conhecido por expulsar internos e residentes (ou pelo menos ameaçá-los) de seu serviço por desrespeitar os pacientes ou se considerar sua atitude prejudicial ao bem-estar de seus pacientes.
Derek conhece Meredith Grey em um bar e logo descobre que ela é interna no Seattle Grace. Eles começam a ter sentimentos um pelo outro, e isso causa um certo constrangimento no trabalho, principalmente depois que a residente supervisora de Meredith, Dra. Miranda Bailey, descobre o relacionamento deles. Os colegas de quarto de Meredith, George O'Malley e Izzie Stevens, a antagonizaram por algum tempo, pois sentiram que ela estava usando seu relacionamento com Derek para subir na carreira. Derek geralmente os tolerava, apesar de não gostar de dividir seu espaço com os internos que trabalhavam às ordens ele. Enquanto a maioria dos membros de sua família aceitou Meredith, sua irmã, Nancy, particularmente não gostava dela e a chamava repetidamente de "a interna sacanagem"; mesmo depois de casados, ela ainda se recusa a falar com Meredith ou a reconhecer como sua cunhada. Sua mãe Carolyn a aprovou ao sentir que a perspectiva cinzenta da vida de Meredith complementava a tendência de Derek de ver tudo em preto e branco.
Embora inicialmente rejeite seus avanços, Meredith finalmente concorda começar a sair com Derek. Sua personalidade e boa aparência o fazem ganhar o apelido de McDreamy (Bonitão) entre Meredith e seus amigos. A história de Derek era geralmente um mistério, na primeira temporada, e fonte de especulação entre seus colegas devido à sua saída repentina de uma Clínica Particular estabelecida e altamente respeitada em Nova York. No final da primeira temporada, seu passado o alcança quando sua esposa, Addison Shepherd (Kate Walsh), chega a Seattle, graças a um pedido de Richard, deixando claro que ela quer dar uma nova tentativa ao seu casamento, o que coloca um fim no relacionamento de Derek e Meredith. Embora ele lute contra a decisão, acaba reatando o relacionamento com Addison. Contudo, suas tentativas de reparar o seu casamento tornam-se tensas quando Derek confessa que não havia se relacionado com Meredith por vingança, ele realmente havia se apaixonado por ela, além disso ele fica com ciúmes quando Meredith começa a namorar o veterinário Finn Dandrige (Chris O'Donnel). Apesar de ambos estarem em outros relacionamentos Meredith e Derek acabaram traindo seus parceiros em um baile no hospital e ele acaba confessando seu amor por Meredith no dia seguinte.
Derek inicialmente se sente culpado por magoar Addison, mas fica irritado quando ela busca consolo com seu ex-melhor amigo o cirurgião plástico Mark Sloan (Eric Dane), que se junta ao Seattle Grace como o novo chefe de cirurgia plástica, com quem ela o tinha traído. Derek e Mark continuam com uma relação de tensa por vários meses após o cirurgião plástico começar a trabalhar no Seattle Grace, mas os dois acabam esquecendo os acontecimentos passados e voltam a ser amigos.
Quando Meredith começa a sair tanto com Derek quanto com Finn durante um tempo, ela acaba escolhendo ficar com Derek. Após um acidente de barca, Derek salva Meredith de afogar-se, entretanto Meredith passa por uma fase complicada o que acaba causando problemas no relacionamento deles, enquanto ele quer um relacionamento mais sério ela quer algo mais liberal.
Derek e Addison tentam reparar o casamento, mas as tentativas foram inúteis. Eles finalmente se divorciam, e ele revela que ainda é apaixonado por Meredith. Depois do divórcio, eles permaneceram em termos amigáveis, com Addison até repreendendo Meredith por terminar com Derek na terceira temporada e a encoraja a não deixar ele escapar dela. Derek admite para Meredith que a traição de Addison com Mark foi parcialmente culpa dele como um marido ausente. Addison finalmente deixa Seattle para trabalhar em um consultório particular em Los Angeles, gerando o spin-off Private Practice. (No episódio de Private Practice "Ex-Life", Derek admite a Addison que sua mãe nunca gostou dela em primeiro lugar.). No episódio da oitava temporada, "If/Then", Meredith sonha com um universo alternativo onde sua mãe nunca teve Alzheimer; Derek e Addison ainda são casados, mas seu relacionamento tenso e a desilusão de Shepherd fazem com que sua carreira estagne, ganhando os apelidos de "Bad Shepherd" e "McDreary".
Derek começa a pressionar Meredith para que eles tenham um relacionamento mais sério o que faz com que eles terminem novamente. Meredith decide que quer sair somente com Derek, mas ela descobre através de George que Derek andou beijando e dando uns "amassos" com Rose (Lauren Stamile), uma enfermeira do Hospital. Derek começa a namorar Rose e Meredith inicia seu estudo clínico de neurocirurgia em pacientes com gliomas malignos, inscrevendo-se para especializar-se em neurocirurgia tendo Derek como tutor. Meredith e Derek sentem-se desencorajados a continuar seu estudo clinico após repetidas falhas, mas o último paciente que eles tratam sobrevive, o que os leva a reacender o relacionamento entre eles e faz com que comecem a morar juntos na casa de Meredith, enquanto a "casa dos sonhos" está sendo construída. Meredith conhece a mãe de Derek, Carolyn, e acaba tendo a aprovação dela. Antes de ir embora ela dá a Derek o seu anel de casamento para ele dar a Meredith quando ele for a pedir em casamento o que deixa Derek surpreso, pois sua mãe nunca pensou que Addison foi a "certa" para ele.
Os planos de Derek para pedir Meredith em casamento foram arruinados por uma série de eventos infelizes na quinta temporada. Derek entra em uma grave depressão e se recusa a ir trabalhar, após perder uma paciente grávida e ser processado por negligência médica. Sua depressão piora depois de uma reunião com seus advogados mostrou que ele perdeu mais pacientes do que salvou durante sua carreira e ele toma a decisão de parar de fazer cirurgias. Mais tarde Meredith conta para ele que ela sabe sobre o anel e eles acabam brigando. Após Izzie Stevens (Katherine Heigl) ser diagnosticada com melanoma metastático estágio quatro, Grey convence Shepherd a operá-la usando o argumento de que ele é "uma das cerca de 20 pessoas no mundo que pode salvá-la". Ele acaba concordando em realizar o procedimento e depois pede Meredith em casamento dentro do elevador do Hospital. Izzie começa a planejar o casamento perfeito para a amiga, mas quando, no dia do casamento, Derek descobre que Stevens tem um segundo tumor cerebral, o casal permitiu que ela e Alex Karev (Justin Chambers) se casassem no lugar deles. Devido à agenda apertada, eles se casam informalmente, e Derek escreve suas "promessas" em um post-it. Eles legalizam o casamento apenas na sétima temporada para adotar Zola, uma jovem órfã africana tratada com espinha bífida.
Derek recebe a proposta para ser o novo chefe de cirurgia após o conselho do hospital tentar retirar o Dr. Richard Webber (James Pickens, Jr.) do cargo. Derek, por ser amigo de Richard, tenta fazer com que eles o mantenham de alguma forma. Durante a fusão do Seattle Grace Hospital com o Mercy West Hospital Derek não concorda com a forma com que Richard está cuidando da situação e a amizade dos dois começa a ficar complicada e após ele não obedecer a uma ordem Webber e realizar uma cirurgia arriscada por mais de 26 horas, Richard o demite. Apesar disso Derek continua a trabalhar no Seattle Grace Mercy West Hospital. A amizade deles volta novamente a entrar em conflitos após Shepherd descobrir, através de Meredith, que Richard voltou a ter problemas com alcoolismo, fazendo com que ele tome a decisão de ajudar o conselho a retirar Webber do cargo de Chefe de Cirurgia.
Apesar disso Shepherd ainda tem uma grande amizade com Webber e dá duas escolhas para o mesmo: ir para a reabilitação ou se aposentar. Após a saída de Richard ele se torna Chefe interino de Cirurgia enquanto Webber frequenta as reuniões dos Alcoólicos Anônimos para poder se recuperar. Uma das suas primeiras ações como chefe é recontratar a Dra. April Kepner (Sarah Drew) e Dra. Megan Mostow, que foram demitidas por Richard por ter matado uma paciente que aparentemente estava bem, dizendo que elas merecem uma segunda chance.
Ele também dá Richard um emprego como médico Atendente enquanto espera a decisão do conselho de devolver o cargo de Chefe de Cirurgia a Richard. Mais tarde, Derek é gravemente baleado por Gary Clark (Michael O'Neill), o marido de uma ex-paciente a qual ele declara com morte cerebral, e é salvo por Cristina Yang (Sandra Oh), que realizara a cirurgia para salvar ele sob a mira do Sr. Clark. Ao voltar a trabalhar após o tiroteio no Hospital Derek se demite do cargo de Chefe de Cirurgia e descobre que Meredith estava grávida e que perdeu o bebê durante o tiroteio e eles tomam a decisão de continuar tentando a ter um filho. Sua irmã, Amelia (Caterina Scorsone), faz uma visita a Derek e eles acabam fazendo as pazes depois de conversarem sobre a morte do pai.
Depois do tiroteio, Derek faz amizade com Cristina, que está sofrendo de transtorno de estresse pós-traumático (TEPT) e está incapacitada de realizar procedimentos cirúrgicos. Ele a ajuda involuntariamente a voltar ao trabalho, conversando com ela durante sua festa de inauguração de sua nova casa e a levando para pescar.
Shepherd, preocupado com a possibilidade de que Meredith pode desenvolver doença de Alzheimer, inicia um ensaio clínico com a esperança de curar a doença. Meredith opta por trabalhar com ele no ensaio, mas quando o a mulher de Richard Webber, Adele, recebe uma chance de participar do estudo, Meredith faz com que ela não receba o placebo, mudando os remédios do estudo, comprometendo a carreira de Derek e manchando a sua reputação.
Derek e Meredith legalizam o casamento quando decidem adotar Zola, porém quando a verdade sobre a adulteração que Grey fez vem à tona, Shepherd briga com ela e diz que não pode criar um filho com alguém que não sabe a diferença entre o certo e o errado. Pouco tempo depois, a assistente social tira Zola da custódia provisória do casal após descobrir que Meredith foi demitida e que seu casamento está em crise.
Richard decide assumir a culpa por Meredith para que ela possa manter seu emprego e conseguir a guarda de Zola. Após o ocorrido, Derek não se sente mais a vontade para trabalhar com Meredith em suas cirurgias e ela decide sair da especialidade de neurocirurgia e trabalhar em outra especialidade médica para solucionar o problema com ele. Zola passa por uma cirurgia de obstrução intestinal e isso faz com que Derek e Meredith se reconciliem. Graças à Alex Karev, que conversou com o juiz encarregado do caso de Zola convencendo-o de que Derek e Meredith são os pais certos, eles finalmente, após um dia inteiro de cirurgias, descobrem que são oficialmente os pais da criança.
Quando Meredith se aproxima do final de seu quinto ano de residência, ela e Derek ficam divididos entre ficar no Seattle Grace Mercy West ou partir para Boston, onde Derek trabalharia em Harvard enquanto Meredith estaria no Hospital Brigham and Women.
No final da oitava temporada acontece um acidente de avião, que matou Mark e Lexie, e Derek fica com ferimentos graves em uma de suas mãos, e após o resgate ele descobre que pode recuperar apenas 80% da função de sua mão. Ele concorda com o fato de que sua carreira como cirurgião pode ter terminado e ele acaba aceitando o emprego de professor para os internos do Seattle Grace Mercy West Hospital, agradecido por estar vivo. Quando Callie Torres (Sara Ramírez), chefe de cirurgia ortopédica, lhe diz que uma cirurgia arriscada poderá devolver toda a função da sua mão ou reduzi-la mais ainda, Derek pede para que Torres realize a cirurgia e após a mesma sua mão aparentemente se recupera bem e Callie o libera para voltar ao trabalho, mas é apenas semanas depois que Derek se sente pronto para operar. Durante sua primeira cirurgia desde o acidente, sua mão fica dormente e ele fica incapaz de realizá-la.
Com uma ação judicial iminente, os advogados querem ganhar mais dinheiro de indenização em função do acidente de avião e encorajaram Callie que admitir que Derek nunca fosse operar novamente. Sob pressão, ela declarou que Derek nunca mais iria operar, fazendo com que isso satisfaça os advogados. Depois de ver o desenvolvimento de Arizona (Jessica Capshaw) que finalmente voltar a andar, Callie percebe que não é justo perder a esperança em Derek. Ela acaba ficando enfurecida com os advogados e retira sua declaração anterior, dizendo a Derek que há mais opções. Derek, Callie e seu colega residente, Jackson Avery (Jesse Williams (ator)|Jesse Williams]], decidem que o melhor a fazer é um transplante de nervos para a mão. Meredith, recém-grávida do segundo filho, passa por cima das decisões dele e chama as irmãs para que elas possam doar um nervo a ele. Liz (Neve Campbell), irmã mais nova de Derek, concorda em doar um nervo e após muita insistência e trabalho de Callie, Derek realiza mais uma cirurgia, que salva sua mão e faz com que o mesmo possa voltar a operar.
Pouco tempo depois, os sobreviventes do acidente de avião acabam por processar a empresa de voos aéreos, mas eles não assumem a responsabilidade, e sim o hospital. Uma quantia de 15 milhões de dólares teve que ser paga a cada um dos sobreviventes, fazendo o hospital falir. Devido a isso, Dr. Shepherd, junto com os outros sobreviventes decidem por comprar o hospital com ajuda de Catherine Avery (Debbie Allen) juntamente com a fundação Harper Avery para poder salvar o mesmo. Após a compra, Derek, Meredith, Cristina, Arizona, Callie e Jackson formam o conselho administrativo do Seattle Grace Mercy West Hospital, e o transformam no Grey-Sloan Memorial Hospital, em homenagem a Lexie Grey e Mark Sloan.
Com ajuda do orçamento do Hospital, Derek e Callie começam um estudo clínico utilizando sensores para fazer proteses biônicas. No decorrer do estudo, o governo Americano se interessou em Derek e o convidou para participar da Iniciativa de Mapeamento Cerebrale até recebeu uma posição no National Institutes of Health em Washington, DC. Isso faz ele entrar em conflito com Dra. Torres, sobre de quem era a posse dos sensores, e com Meredith, por descumprir a promessa de a ajudar com os filhos para que ela possa desenvolver sua pesquisa e crescer na carreira de cirurgiã-geral. Após ele se resolver com ambas, ele recebe um convite para morar em Washington D.C próximo ao presidente, mas Meredith se nega a mudar, fazendo com que ele largue o projeto pra ficar em Seattle, com ela e seus filhos, Zola e Bailey. Durante esse vaivém, a irmã mais nova de Derek, Amelia (Caterina Scorsone), assume sua posição de Chefe de Neurocirurgia no Grey Sloan, e enquanto isso, ele e Meredith continuam brigando amargamente sobre se devem ou não se mudar. Após uma discussão tensa, ele aceita o trabalho no calor do momento e parte para Washington. Enquanto estavam lá, ele e Meredith conversam pelo telefone e concluem que ambos não querem terminar o casamento. Ele diz a ela que apenas estar com ela, criar seus filhos e operar pacientes foi mais gratificante do que "salvar o mundo".

### Morte

Kit multimídia do carro de Derek, com a data de 26/03/2015

Na temporada 11, no dia 26/03 (data do universo da série), Derek se envolve em um acidente de carro fatal enquanto dirigia para o aeroporto para sua última viagem a Washington. Ele pode ouvir e processar informações auditivas, mas é incapaz de falar. Ele é reconhecido por Winnie, uma das vítimas de um acidente que ele assistiu e ajudou no resgate anteriormente, que diz aos cirurgiões que o nome do paciente é Derek e que ele também é cirurgião. O hospital para o qual ele foi levado, Dillard, tinha poucos funcionários e seu ferimento na cabeça não foi detectado com rapidez suficiente pelos internos de plantão naquela noite. Embora o neurocirurgião de plantão seja chamado várias vezes, ele demora muito para chegar e Derek é declarado com morte cerebral. A polícia chega à porta de Meredith e a leva para ver Derek, onde ela concorda em removê-lo do suporte de vida. No momento de sua morte, Meredith estava grávida de seu terceiro filho. Ela dá à luz uma filha a quem ela chama Ellis em homenagem à mãe.
Derek foi mencionado ou referenciado várias vezes na 12.ª temporada, enquanto os outros personagens lutam para lidar com sua morte súbita. No episódio "My Next Life", Meredith teve um flashback de sua primeira cirurgia juntos quando uma paciente chamada Katie Bryce foi internada no hospital com um aneurisma cerebral. Amelia não lidou muito bem com sua morte, pois ele era o irmão mais próximo dela. No final da temporada, antes de seu casamento com o colega de longa data de Derek, Owen Hunt, Amelia fala em um discurso nervoso sobre como Derek deveria ser o único a levá-la ao altar, depois de ele ter levado todas as três outras irmãs em seus casamentos.
No episódio 8 da temporada 13 denominado
"The Room Where It Happens", Meredith imagina Derek se preparando para uma cirurgia.
Na décima quinta temporada, no episódio "Flowers Grow Out of My Grave" o espírito de Derek aparece ao lado dos fantasmas de George O'Malley, Mark Sloan, Lexie Grey e Ellis Grey enquanto eles assistem Meredith deixar o hospital depois de tratar um paciente mexicano cuja família celebra o Día de los Muertos.
Na temporada 17, ele aparece em uma sequência de sonhos de Meredith, que luta contra a COVID-19.

## Desenvolvimento

### Castinge criação
Quando Patrick Dempsey fez o teste para o papel de Derek Shepherd, ele teve medo de não conseguir o papel. A primeira reação da criadora Shonda Rhimes foi: "A primeira vez que o vi, eu tinha certeza absoluta de que ele era meu cara. Lendo as falas de Derek Shepherd, Patrick tinha um charme vulnerável pelo qual eu me apaixonei. E ele tinha uma química incrível com Ellen Pompeo". Rhimes admitiu que a dislexia de Dempsey a jogou primeiro, principalmente nas primeiras leituras do roteiro: "Eu não sabia sobre a dislexia de Patrick no começo. Na verdade, pensei que ele não gostasse dos roteiros pela maneira como abordou as leituras. Quando descobri, entendi completamente sua hesitação. Agora que todos sabemos, se ele está lutando com uma palavra, os outros atores são rápidos em avançar e ajudá-lo. Todo mundo é muito respeitoso"[carece de fontes?] Isaiah Washington também fez o teste para o papel e, quando ele não conseguiu, ele disse que sua reação era como se "eu tinha sido chutado no estômago por 14 mulas". Washington foi, no entanto, mais tarde escalado como Preston Burke. Rob Lowe também foi considerado para o papel de Shepherd, mas recusou o papel. Alguns dos casos médicos do personagem foram inspirados por pacientes da vida real de Steve Giannotta, Presidente de Cirurgia Neurológica da Faculdade de Medicina Keck da Universidade do Sul da Califórnia, a quem Rhimes consultou por escrito para as histórias e pacientes de Shepherd.
Em janeiro de 2014, Dempsey assinou um contrato de dois anos para permanecer em Grey's Anatomy (que estava em sua décima temporada) que garantiria sua presença em possíveis 11ª e 12ª temporadas. No entanto, em abril de 2015, o personagem de Dempsey foi morto enquanto seu contrato ainda não havia terminado. Dempsey explicou: "meio que evoluiu. Simplesmente aconteceu. Realmente foi algo surpreendente que se desenrolou, e isso aconteceu naturalmente. O que foi muito bom. Gosto da maneira como tudo aconteceu."
Em agosto de 2015, Rhimes comentou: 
| “ | A decisão de fazer o personagem morrer do jeito que foi não foi difícil no sentido de que, quais eram as opções? Ou Derek abandonar Meredith e deixá-la perdida, e o que isso significava? Isso sugeriria que o amor não era verdadeiro, o que dissemos por 11 anos era mentira e McDreamy não era McDreamy. Para mim, isso era insustentável. O amor de Meredith e Derek tinha que permanecer o amor de Meredith e Derek. Por mais doloroso que tenha sido para mim como contadora de histórias, porque eu nunca pensei que isso iria acontecer, preservei o que parecia verdadeiro para mim, que era que Derek teria que morrer para que esse amor permanecesse honesto. Porque eu realmente não podia ter a ideia de que ele acabou sendo um cara mau que abandonou sua esposa e filhos como uma história verdadeira. Para mim, parecia que essa era a única maneira de fazer com que a magia de Meredith e Derek permanecesse verdadeira e congelada para sempre no tempo. | ” |
|   | — Shonda Rhimes, (original em inglês). |   |

O personagem foi escrito mais tarde para se formando da Bowdoin College, um colégio de artes liberais em Brunswick, Maine, depois que um aluno conduziu uma petição assinada por mais de 450 estudantes para "adotar" o personagem como aluno. Dempsey é de Lewiston, a cerca de 29 km de Brunswick, e recebeu um doutorado honorário pela Bowdoin em 2013.

### Caracterização
Rhimes descreve Shepherd como típico "príncipe encantado". Ele planejava ser um médico que realmente não se importa com nada, que vive em seu universo "próprio" e tem um grande apelo sexual. Um homem charmoso, diabolicamente bonito e o tipo de cara com quem toda garota sonha, e um homem que muitas vezes toma as decisões erradas e é frequentemente conhecido como um idiota ou o derradeiro destruidor de corações. Rhimes planejava ter esse tipo de personagem desde o início, porque ele era o tipo de cara por quem as garotas se apaixonam e um personagem cujas histórias poderiam ser facilmente alteradas.[carece de fontes?] O escritor do USA Today, Robert Bianco, disse: "Às vezes, Derek pode parecer duas pessoas, caloroso e engraçado em um minuto, frio e auto-envolvido no próximo. O presente de Dempsey consistia em fazer esses dois lados parecerem parte da mesma pessoa, mantendo-nos torcendo por essa pessoa como um todo".

## Recepção

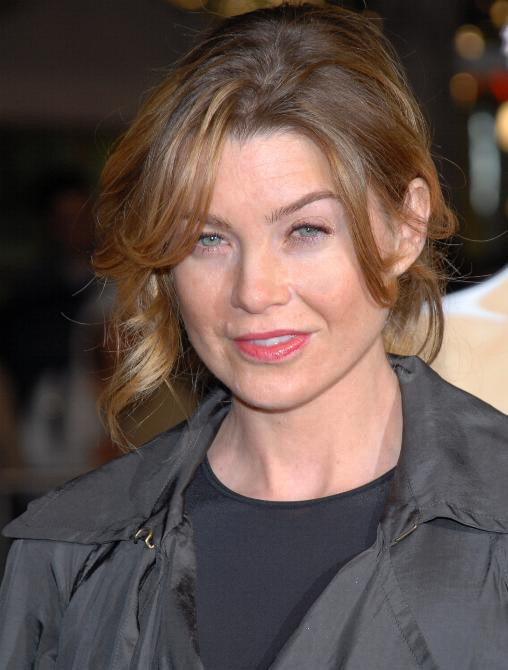
O relacionamento de Shepherd com Meredith Grey (Ellen Pompeo) tem sido o destaque da série desde o seu início.

Com o programa concluindo sua segunda temporada, Robert Bianco, do USA Today, disse que os eleitores do Emmy Award poderiam considerá-lo por causa da "maneira aparentemente fácil de humanizar o apelo 'sonhador' de Derek com ego e vaidade".
Debbie Chang, da BuddyTV, observou a imaturidade do personagem na quarta temporada, dizendo: "O único personagem que não me fez amá-lo foi Derek Shepherd (Patrick Dempsey). Esse personagem ainda ser o filho de ouro da Shonda está além de mim. Sim, entendemos. Ele é atormentado por seu amor por Meredith, mas isso não lhe dá o direito de atacá-la quando seus pacientes estão morrendo. Se as coisas não correm exatamente do jeito que ele quer, ele se recusa a cooperar. Quão imaturo esse homem pode ser? Nenhum cabelo pesado ou olhos azuis, azuis e azuis vão me fazer gostar dele, a menos que ele admita ser o necessitado e desesperado do relacionamento.
A Entertainment Weekly colocou Shepherd em sua lista dos "30 grandes médicos e enfermeiros da TV". O personagem também foi listado nos "10 Médicos Mais Quentes do Sexo Masculino na TV" da Wetpaint e nos "16 Médicos Mais Quentes da Televisão" do BuzzFeed. Seu relacionamento com Meredith foi incluído na lista de "Os melhores casais de TV de todos os tempos" da TV Guide.
Victor Balta, do Today, listou a amizade de Shepherd e Sloan em seus "melhores bromances da TV". Ele os chamou de "o casal mais emocionante de Grey's", explicando que eles demonstraram uma química fácil que contribui para o grande alívio cômico do Seattle Grace Hospital com suas brincadeiras, sabedoria na vida um do outro e provocações no estilo vestiário." Seu bromance também foi incluído nas listas da About.com, BuddyTV, Cosmopolitan e Wetpaint. No entanto, após o anúncio da saída de Dane do show, Mark Perigard, do Boston Herald, sentiu que ele e Derek "nunca se relacionaram como você esperaria que os amigos fizessem. Qualquer cena que eles tivessem juntos variava de desconfortável a forçada".